# 一擊必活
『一擊必活』是矢上裕的少年漫画作品。從『月刊電擊Comic Gao!』2005年7月号連載到2006年7月号，一共12話，單行本全3集。

## 故事大綱
因為地磁的異常，導致機械頻繁故障的「大故障時代」的未來。主角翔太以將壞掉的電器產品施以打擊來修好它為理由、而使用其技巧對各種事物施以打擊來加以修復，並且為了追求這種「回復打撃」的極致而持續旅行著。在旅行途中加入了桃子和完治等同伴，然後以修好地球的問題這個巨大的目標而到處行動著。

## 登場人物
翔太
空手道的高手、是個沉默寡然且有點不知人間世故的少年。小時候學到了只要將機械施以打擊就能修好的『回復打撃』、並且為了把『必殺』轉換成『必活』的一撃的磨練而旅行著。並且擁有著要結束大故障時代，就要把地球加以修好的遠大目標。
桃子
有著被鴿子養大的過去的少女，個性有點兇暴，打扮相當中國風。對翔太一見鍾情並且因此和他一起旅行。擅長鴿子拳的格鬥術。
完治
是個只會賣弄嘴巴的騙子。打扮相當嘻哈風，對錢相當執著、因為看中翔太的能力可以發大財而和他一起旅行，負責吐嘈的角色。
喜歡遇到麻煩時，拿妹妹莎也加出車禍的理由來搏得同情，但是否有妹妹則未知。
師父
翔太小時候的空手道師父。已過世，思考著用武術來活化自己和別人的事情。但受到被磁氣風暴影響而失控的機械的攻擊而死。
明日香
師父的女兒。也是一位空手道高手、和翔太是同道場的同門。因為誤會翔太殺了她的父親而在找他，之後知道事實後和他和解。
黃色熊布偶
穿著熊布偶裝的人，無法說話也拒絕脫下他的服裝，使他成為裡面最神秘的角色。而不脫布偶裝的理由似乎是因為建立在裡面沒有人的前提上。
擁有著高超的料理技巧，在被翔太治好便秘後而加入他們。
艾瑪
儀態優雅的神秘金髮美女，真實身分是再啟動協會的調查員。
擅長使用撞球來攻擊的招式，在知道了神山的陰謀以及認可了大家願意回到原始生活的意願後，和翔太他們聯手對抗神山並且在事件結束後加入翔太他們。
神山
再啟動協會的理事長，過去是個電磁工學家並且發明電磁盾而一度終結大故障時代，但因為功能上的缺陷而造成巨大的危害，使他從社會上消失。
之後創造再啟動協會並且建立重建槍，企圖以此引發大地震來再次終結大故障時代並且支配整個世界，但受到翔太等人的反擊而死於自己的發明下。

## 單行本
日文版：MediaWorks發行，列入《電撃Comics》叢書
1. 2005年10月27日發行，ISBN 4-8402-3225-3
2. 2006年1月27日發行，ISBN 4-8402-3321-7
3. 2006年7月27日發行，ISBN 4-8402-3536-8

台灣及香港中文版：台灣角川發行，列入《Kadokawa Comics Boy Series》叢書
1. 2006年9月25日初版第1刷發行，ISBN 986-174-150-X或ISBN 978-986-174-150-5
2. 2006年12月16日初版第1刷發行，ISBN 986-174-218-2或ISBN 978-986-174-218-2
3. 2007年4月24日初版第1刷發行，ISBN 978-986-174-321-9